# Helicodiceros
Helicodiceros es un género monotípico de plantas con flores de la familia Araceae. Su única especie, Helicodiceros muscivorus,  es originaria de las Islas Baleares, Córcega y Cerdeña.

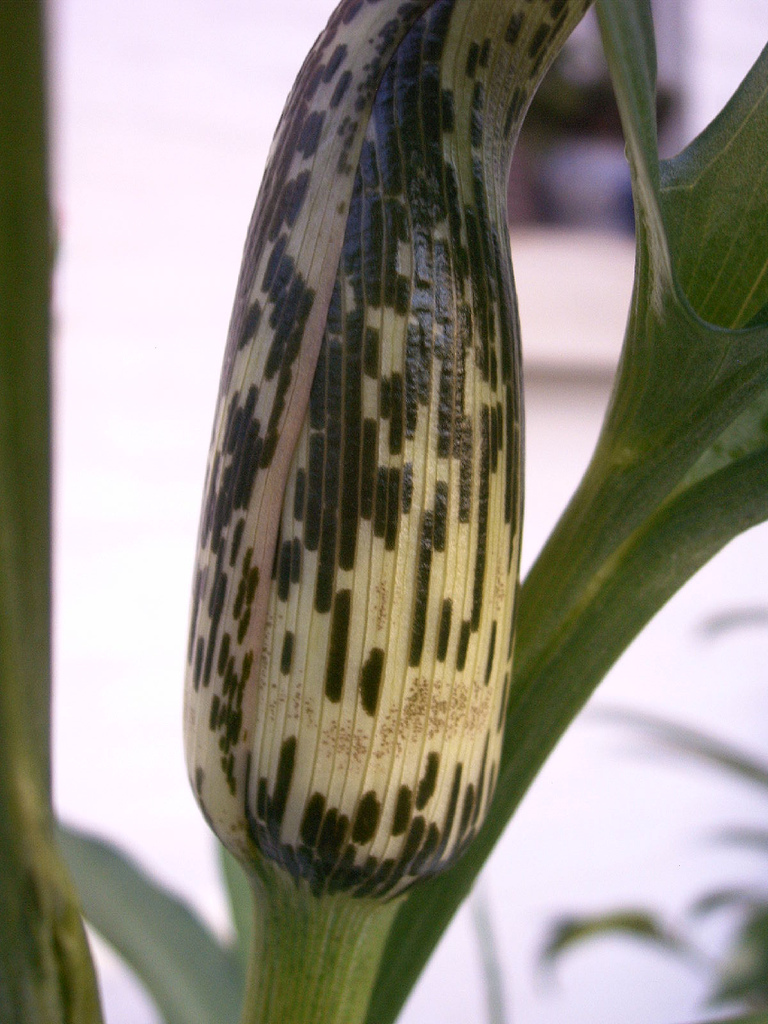
Vista de la planta

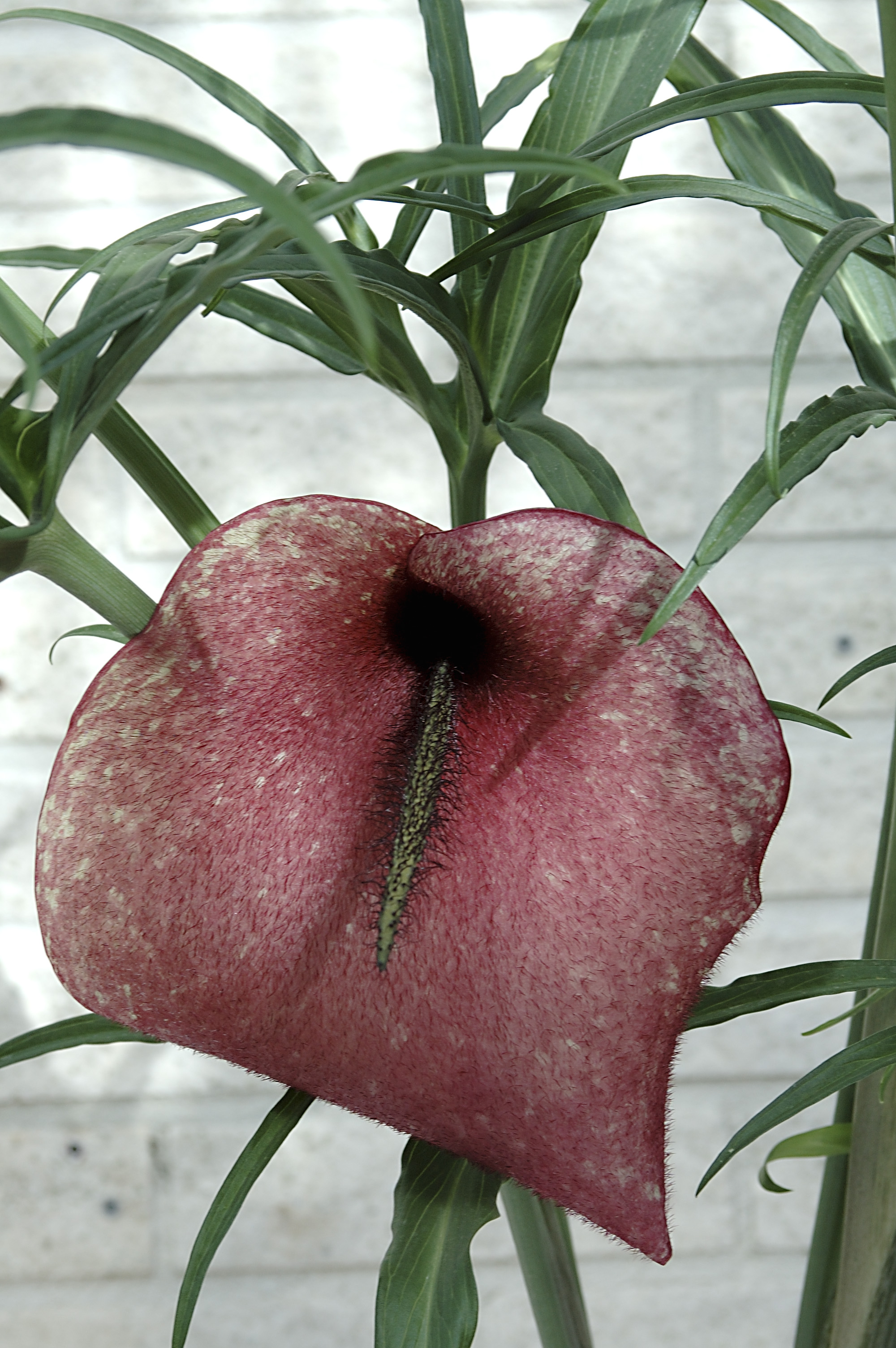
Inflorescencia

## Descripción
Reproduce el hedor de la carne podrida, que atrae a los moscardones que actuarán como polinizadores.
Es un representante de un raro grupo de plantas termogénicas, es decir, que pueden elevar su temperatura en la termogénesis. Esto ayuda a atraer a las moscas a la planta para que se pongan en contacto con el polen.
Helicodiceros muscivorus produce una inflorescencia protoginosa que se asemeja al área anal de un mamífero muerto y produce un olor fétido durante las pocas horas después de la salida del sol. Las moscas se introducen en el compartimiento floral, polinizan los floretes femeninos y se atrapan hasta la mañana siguiente, cuando el polen de los floretes masculinos madura. El apéndice expuesto exhibe un fuerte episodio unimodal de termogénesis asociado a la producción del olor, alcanzando un máximo de 30 °C  en los 15 °C de temperatura ambiente. Los floretes masculinos en el compartimiento floral son altamente termogénicos a través de la segunda noche y mantienen generalmente temperaturas estables de cerca de 24 °C en temperaturas ambiente abajo a 13 °C. 3. Índices de respiración máximos del apéndice (0•45 μ mol de CO 2 s − 1 g − 1) y los floretes masculinos (0•82 μ mol de s − 1 g − 1) puede ser lo más arriba posible registrado para el tejido vegetal. La termogénesis del apéndice no depende de temperatura ambiente, sino de los floretes masculinos que aumentan la temperatura con la disminución de temperatura ambiente en la mayoría de los casos. Sin embargo, el patrón de la producción de calor de los varones aparece relacionado más con el tiempo que con la temperatura ambiente, por eso la «pseudotermorregulación». El comportamiento y las temperaturas torácicas de las moscas que emergen de cautiverio sugieren que el calentamiento floral masculino no realza su actividad. La regulación de temperatura parece estar asociada sobre todo a la polinización por los escarabajos que pueden beneficiarse del ambiente caliente en el compartimiento floral durante su encarcelamiento durante la noche. En el caso de Dracunculus vulgaris, es trifásico, con una sola termogénesis intensa en el apéndice durante el día, que tiene lugar entre dos episodios de calentamiento de los floretes masculinos en el compartimiento floral en la noche. La termogénesis del apéndice de D. vulgaris es una explosión no regulada asociado a la producción del olor, pero a los floretes masculinos regulan su temperatura en la segunda noche cambiando la respiración inversamente con los cambios de temperatura ambiente. Así la inflorescencia de D. vulgaris regula temperatura floral de forma fisiológica, al igual que otros lirios de la familia Araceae como el  Philodendron Selloum. Se sabe cómo estas plantas regulan física y fisiológicamente el fenómeno de la termogénesis, pero no cómo funciona la base molecular para el control de la temperatura. 
Esta es una de las especies vegetales más espectaculares de nuestra flora por la forma de su inflorescencia. Las flores son auténticas trampas para cazar (pero no matar) moscas, porque le sirven como polinizadores; por el mismo motivo su olor es maloliente: recuerda a la carne en descomposición. Cuando está en flor es inconfundible, porque las otras especies tienen la inflorescencia erecta y sin pelos, mientras que ésta la tiene tumbada, rojiza y cubierta de pelos negros y rígidos.

## Taxonomía
Helicodiceros muscivorus fue descrito por (L.f.) Engl. in A.L.P.de Candolle & A.C.P.de Candolle y publicado en Monographiae Phanerogamarum 2: 605. 1879.
Sinonimia
- Arum muscivorum L.f., Suppl. Pl.: 410 (1782).
- Dracunculus muscivorus (L.f.) Parl., Fl. Ital. 2: 252 (1857).
- Arum crinitum Aiton, Hort. Kew. 3: 314 (1789).
- Arum spirale Salisb., Prodr. Stirp. Chap. Allerton: 259 (1796).
- Dracunculus crinitus Schott in H.W.Schott & Endl., Melet. Bot.: 17 (1832), nom. illeg.
- Megotigea crinita Raf., Fl. Tellur. 3: 64 (1837).
- Helicodiceros crinitus (Raf.) Schott, Oesterr. Bot. Wochenbl. 3: 369 (1853), nom. illeg.
- Dracunculus muscivorus var. caprariensis Romo, Fl. Silvestres Baleares: 393 (1994).[1]

## Nombres comunes
- Castellano: aro, yaro tragamoscas.[5]